# Bättwil
Bättwil je obec ve švýcarském kantonu Solothurn. Žije zde přibližně 1 200 obyvatel.

## Geografie

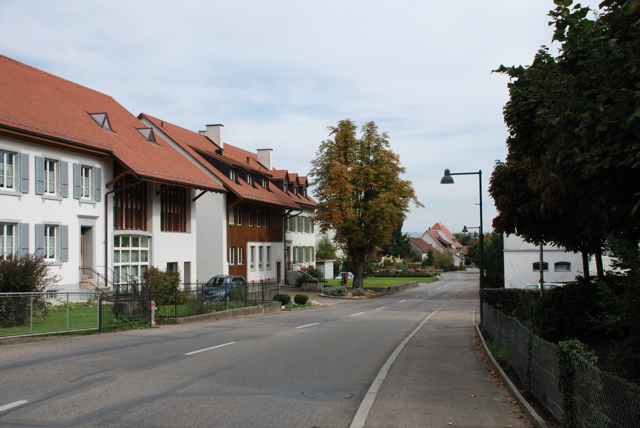
Hlavní ulice v Bättwilu

Bättwil leží v nadmořské výšce 360 m, vzdušnou čarou 10 km jihozápadně od Basileje. Vesnice se nachází v exklávě kantonu Solothurn v údolí Haugraben na úpatí Jury, v zadním Leimentalu, v blízkosti hranic s Francií.
S rozlohou 1,7 km² je Bättwil nejmenší obcí okresu Dorneck. Území obce pokrývá malou část úpatí Jury. Z přírodního hlediska leží Bättwil v přechodové oblasti mezi mírně zvlněnou krajinou pahorkatiny Sundgau a zvrásněnými druhohorními horninami severního Jury. Územím obce protéká od západu k východu v širokém korytovém údolí řeka Haugraben. Toto údolí je od vlastního údolí Leimental na severu odděleno hřebenem Egg, který je asi o 20 m vyšší. Vejce tvoří na dlouhých úsecích severní hranici, pouze úzký roh území zasahuje na sever téměř až k Birsigu.
Na jihu se území obce rozprostírá po strmém lesnatém svahu hory Bättwilerberg téměř až k Chöpfli (geologicky antiklinála před masivem Blauen), kde se nachází nejvyšší bod Bättwilu ve výšce 530 m n. m. Na západě sahají hranice obce až k úzkému místu, kde potok Binnbach vyvěrá z rokle Flüh mezi Landskronem a Chöpfli do mírně zvlněné pahorkatiny. V roce 2014 tvořila 27 % rozlohy obce zastavěná plocha, 19 % lesy a lesní plochy a 54 % zemědělství.
Sousedními obcemi Bättwilu jsou Hofstetten-Flüh a Witterswil v kantonu Solothurn, Biel-Benken v kantonu Basilej-venkov a Leymen v sousední Francii.

## Historie

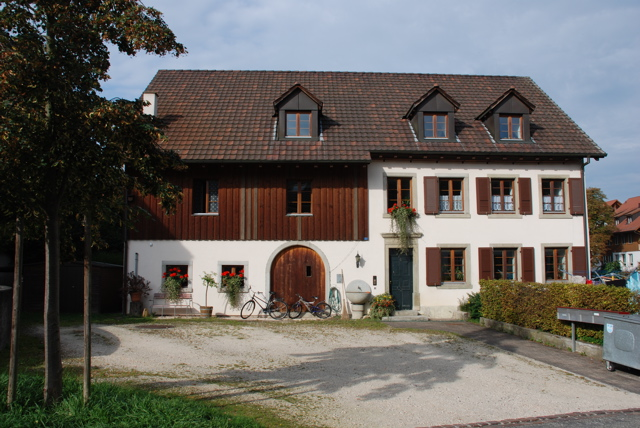
Tradiční architektura v obci

Nálezy z doby římské naznačují, že Římané byli v obci Bättwil přítomni již dříve, ale žádné skutečné stopy po osídlení nebyly objeveny. V listinách z roku 1245 je obec uváděna jako Betwilre a Betwilr a nakonec v roce 1506 jako Bätwyl. Název místa pochází ze starohornoněmeckého osobního jména Betto a znamená u statku majitele jménem Betto. Názvy osad se základem -wil ukazují na fransko-merovejský vliv (6.–8. století), i když oblast Bättwilu byla osídlena mnohem dříve.
Ve středověku podléhal Bättwil klášteru Reichenau. Později vykonával vrchní soudní pravomoc basilejský biskup, zatímco nižší soudní pravomoc vykonávala hrabata z Thiersteinu. V roce 1522 si Solothurn nárokoval dvě třetiny zdejšího panství z thiersteinského dědictví a o pět let později získal zbývající třetinu. Bättwil byl následně přiřazen k dvorskému hejtmanství Dorneck a soudnímu okresu Leimental. Po pádu Staré konfederace (1798) patřila obec v helvétském období k okresu Dornach a od roku 1803 k okresu Dorneck. Na konci 20. století se znovu objevila myšlenka sloučit Bättwil se sousední obcí Witterswil, ale neuskutečnila se.

## Obyvatelstvo
| Vývoj počtu obyvatel | Vývoj počtu obyvatel | Vývoj počtu obyvatel | Vývoj počtu obyvatel | Vývoj počtu obyvatel | Vývoj počtu obyvatel | Vývoj počtu obyvatel | Vývoj počtu obyvatel | Vývoj počtu obyvatel | Vývoj počtu obyvatel | Vývoj počtu obyvatel | Vývoj počtu obyvatel | Vývoj počtu obyvatel | Vývoj počtu obyvatel | Vývoj počtu obyvatel | Vývoj počtu obyvatel | Vývoj počtu obyvatel | Vývoj počtu obyvatel | Vývoj počtu obyvatel | Vývoj počtu obyvatel |
| -------------------- | -------------------- | -------------------- | -------------------- | -------------------- | -------------------- | -------------------- | -------------------- | -------------------- | -------------------- | -------------------- | -------------------- | -------------------- | -------------------- | -------------------- | -------------------- | -------------------- | -------------------- | -------------------- | -------------------- |
| Rok                  | 1739                 | 1804                 | 1850                 | 1860                 | 1870                 | 1880                 | 1888                 | 1900                 | 1910                 | 1920                 | 1930                 | 1941                 | 1950                 | 1960                 | 1970                 | 1980                 | 1990                 | 2000                 |                      |
| Počet obyvatel       | 119                  | 101                  | 135                  | 154                  | 173                  | 182                  | 191                  | 234                  | 231                  | 228                  | 227                  | 253                  | 270                  | 269                  | 286                  | 429                  | 545                  | 976                  |                      |

89,9 % obyvatel hovoří německy, 2,8 % anglicky a 2,4 % italsky (stav v roce 2000). V roce 1850 měl Bättwil 135 obyvatel, v roce 1900 234 obyvatel. V průběhu 20. století počet obyvatel velmi pomalu rostl a v roce 1970 dosáhl 286 osob. Poté následoval velmi rychlý růst, který vedl ke čtyřnásobnému zvýšení počtu obyvatel během 35 let. Ve 21. století sídelní oblast Bättwilu téměř plynule srostla s osídlením Witterswilu a Flühu.

## Hospodářství

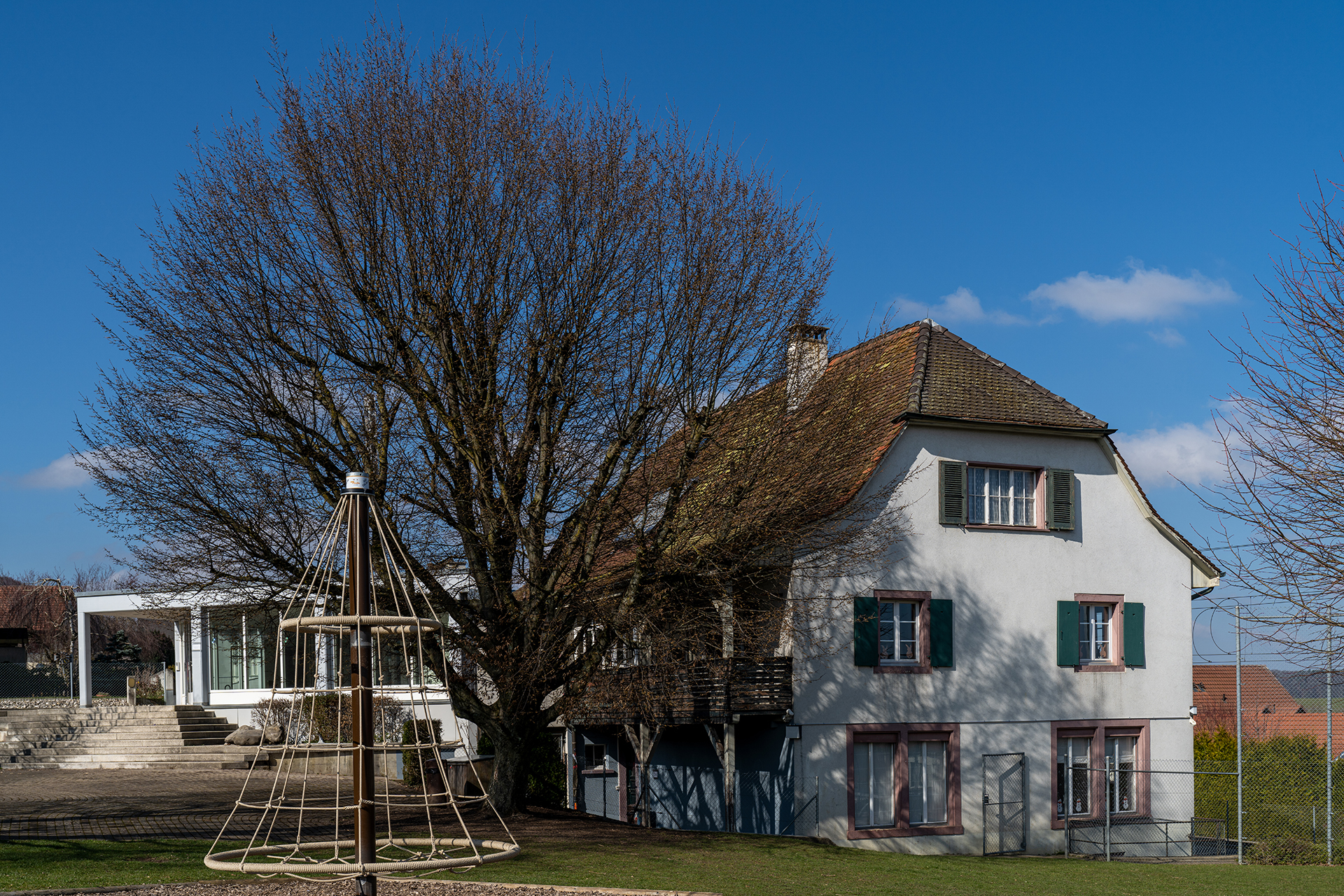
Centrum obce

Až do druhé poloviny 20. století byla obec Bättwil převážně zemědělskou obcí. Dnes má zemědělství, ovocnářství (především produkce třešní) a chov dobytka ve struktuře zaměstnanosti obyvatelstva jen malý význam. Další pracovní místa jsou k dispozici v místních malých podnicích a ve službách. Od 70. let 20. století se v Bättwilu usadily různé stavební a dopravní firmy, výrobci strojů a přístrojů a továrna na kovové zboží. 

## Doprava
Obec má dobré dopravní spojení. Nejbližší napojení na rychlostní silnici N18 v Aesch je vzdáleno asi 7 km od Bättwilu. Bättwil je napojen na síť veřejné dopravy tramvajovou linkou 10 společnosti Baselland Transport (BLT), která obsluhuje trasu z Basileje do Rodersdorfu.